# Brutfloß

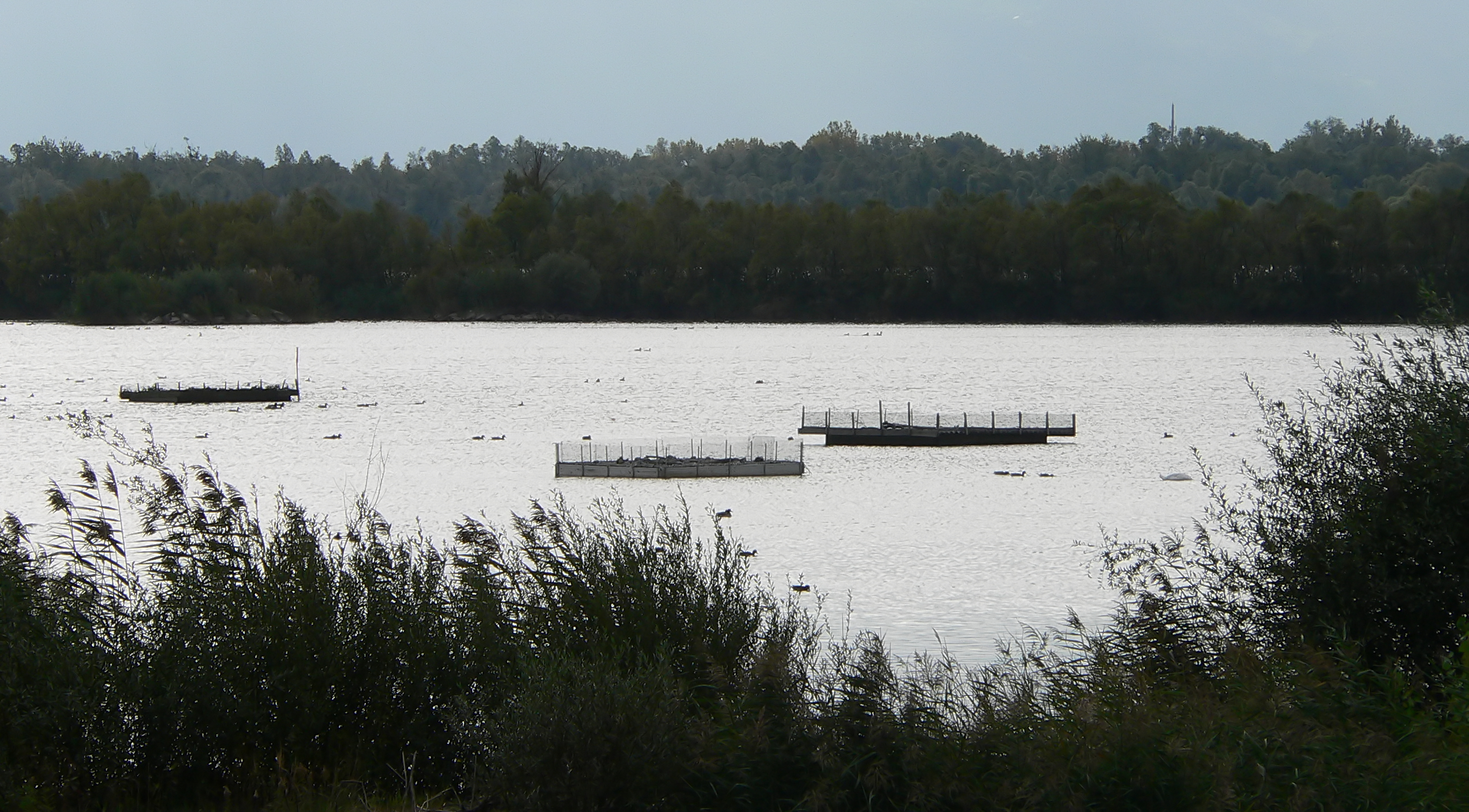
Brutflöße in einem Lagune genannten Seeabschnitt nahe der Mündung des Neuen Rheins in den Bodensee

Ein Brutfloß ist eine Nisthilfe, die verschiedenen, in der Regel weitgehend wassergebundenen Vogelarten eine erfolgreiche Brut ermöglichen soll.
Es handelt sich dabei um schwimmfähige Plattformen unterschiedlicher Dimension, meist um Holz-Ponton-Konstruktionen, die vor allem in Stillgewässern, seltener in Fließgewässern oder ruhigen Meeresbereichen verankert oder vertäut sind. Brutflöße sind, abhängig von der Vogelart, der sie als Bruthilfe dienen sollen, mit unterschiedlichen Substraten und Materialien bedeckt, am häufigsten mit Flusskiesel und Schwemmholz; manchmal tragen sie auch spärlichen Bewuchs. Brutflöße werden dort eingesetzt, wo es an natürlichen Brutmöglichkeiten fehlt, eine etwa durch Brutraumverlust aus einem Gebiet verschwundene, zuvor brütende Art wieder angesiedelt werden soll, vor allem aber in neu entstandenen, durch Grundwasser verfüllten Industriebrachen, wie zum Beispiel in aufgelassenen Schottergruben, Lehm- oder Torfstichen.

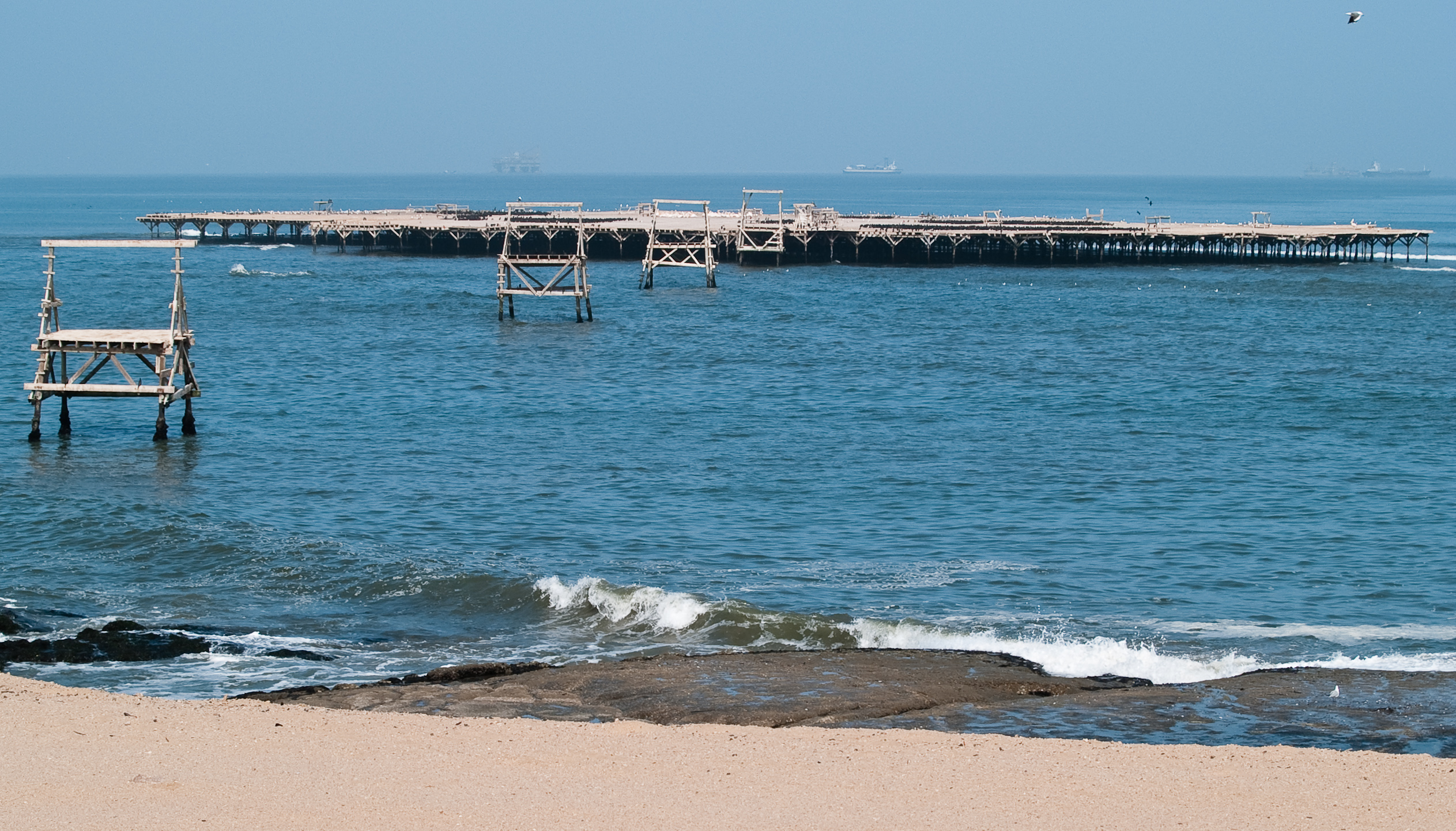
Künstliche Vogelinsel vor der Küste Namibias

Vor allem Vögel aus der Ordnung der Regenpfeiferartigen (Charadriiformes), wie Möwen, Seeschwalben und Regenpfeifer können von der Anbringung solcher Flöße profitieren.
Ähnlich, jedoch meist bedeutend größer und häufig aus wirtschaftlichen Interessen errichtet, sind auf Pfählen ruhende Plattformen. Eine der weltweit größten derartigen Konstruktionen ist die vor der Küste Namibias zwischen der Walfischbai und Swakopmund errichtete künstliche Vogelinsel. Sie umfasst zurzeit fast 20.000 Quadratmeter und dient vor allem Kapscharben zur Brut. Daneben brüten aber auch andere Kormoranarten und Rosapelikane auf der Plattform. Der anfallende Vogelkot wird als hochwertiger Dünger kommerziell verwertet.